# Dounia Charaf
Pour les articles homonymes, voir Charaf.
Œuvres principales
- L’Esclave d’Amrus, 1992
- Fatoum la prostituée et le saint, 1998
- Mbark et Juliette : le mystère des colons allemands, 2006
- La Maison de Mama Ghoula, 2010
- Les Petites Filles et l'Oued, 2012
- Meurtres à Adarassane, 2017

Dounia Charaf, née le 15 avril 1960 à Casablanca, est une romancière et conservatrice de bibliothèque française.

## Biographie
Née en 1960 à Casablanca, elle s'installe en France en 1978, après le décès de son père. Elle travaille un temps comme bibliothécaire en bibliothèque territoriale, se dirige ensuite vers une carrière d’institutrice des écoles avant de passer le concours de conservateur des bibliothèques d’état.

## Carrière littéraire
Elle écrit son premier roman en 1992, L'Esclave d'Amrus sous les éditions L'Harmattan, avec qui elle collaborera pour les deux suivants, Fatoum la prostituée et le saint en 1998 et Mbark et Juliette : le mystère des colons allemands en 2006.
Dounia Charaf se tourne en 2010 vers les éditions Marsam, à Rabat, pour son nouveau roman La Maison de Mama Ghoula et restera avec celle-ci pour les suivants. 
Le thème de la condition féminine dans un Maroc pré-colonial et actuel est au centre de ses romans.
Depuis 2016, elle participe à l'organisation du festival de l’imaginaire de Nice, Nice Fictions. Dounia Charaf prend part à la fois comme invitée aux tables rondes proposées par le festival et à la fois comme modératrice.

## Œuvres

### Romans
- L’Esclave d’Amrus, L’Harmattan, Coll. Lettres du monde arable, 80 p., 1992  (ISBN 2-7384-1382-X)
- Fatoum la prostituée et le saint, L’Harmattan, Coll. Lettres du monde arable, 186 p., 1998  (ISBN 2-7384-6579-X)
- Mbark et Juliette : le mystère des colons allemands, L’Harmattan, Coll. Lettres du monde arable, 229 p., 2006  (ISBN 2-296-00394-X)
- La Maison de Mama Ghoula, Marsam, 255 p., 2010  (ISBN 9954-21-199-3)
- Les Petites Filles et l'Oued, Marsam, 160 p., 2012  (ISBN 9954-21-277-9)
- Meurtres à Adarassane, Marsam, 128 p., 2017  (ISBN 978-9954-21-410-7)
- Le Bracelet de Johar, Les Vagabonds du Rêve, 129 p., 2018  (ISBN 979-10-91437-25-7)

### Littérature jeunesse
- Le Mot magique, illustratrice Roselyne Millet, Marsam, 2015  (ISBN 9954-21-365-1)
- L’Orange de l’ogresse, illustratrice Samanta Malavasi, Marsam, 28 p., 2015  (ISBN 978-9954-21-410-7)